# Los Ángeles, San Martín Texmelucan
Los Ángeles är en ort i Mexiko.   Den ligger i kommunen San Martín Texmelucan och delstaten Puebla, i den sydöstra delen av landet, 80 km öster om huvudstaden Mexico City. Los Ángeles ligger 2 231 meter över havet och antalet invånare är 321.
Terrängen runt Los Ángeles är platt åt nordost, men åt sydväst är den kuperad. Terrängen runt Los Ángeles sluttar österut. Runt Los Ángeles är det ganska tätbefolkat, med 108 invånare per kvadratkilometer. Närmaste större samhälle är Cholula, 19,1 km sydost om Los Ángeles. Omgivningarna runt Los Ángeles är en mosaik av jordbruksmark och naturlig växtlighet.